# Валданиці
Валданиці (рос. Валданицы) — присілок у Лодєйнопольському районі Ленінградської області Російської Федерації.
Населення становить 15 осіб. Належить до муніципального утворення Альоховщинське сільське поселення.

## Історія
Згідно із законом від 20 вересня 2004 року № 63-оз належить до муніципального утворення Альоховщинське сільське поселення.

## Населення
| 1879 | 1905 | 1997 | 2007 | 2010 | 2014 | 2015 |
| ---- | ---- | ---- | ---- | ---- | ---- | ---- |
| 38   | ↗58  | ↘16  | ↘11  | ↗18  | ↘17  | →17  |
| 2016 |      |      |      |      |      |      |
| ↘15  |      |      |      |      |      |      |